# Guillaume Lamberty
Guillaume Lamberty, (Pontchâteau (Loira Atlàntic), 22 d'abril, 1754 - Nantes (Loira Atlàntic), 16 d'abril, 1794), va ser un revolucionari francès.

## Biografia
Obrer carrosser. Lluita contra els Vendéans i Jean-Baptiste Carrier el troba sens dubte a Cholet. El va fer el seu diputat directe a Nantes, donant-li plens poders en diverses circumstàncies. El cervell dels ofegaments a Nantes amb Jacques O'Sullivan (1761-1841), va ser arrestat immediatament després de la marxa de Carrier. Jutjat per la comissió Bignon, va ser condemnat a mort i guillotinat el 1794, no pels seus crims, sinó per haver alliberat, a canvi dels seus favors, un aristòcrata pres en una de les presons de Nantes.